# David Koechner
David Koechner est un acteur, chanteur et musicien américain, né le 24 août 1962 à Tipton (Missouri).
Il est essentiellement connu pour avoir travaillé entre autres avec Will Ferrell et Steve Carell. Ses rôles les plus notables sont Champ Kind dans Présentateur vedette : La Légende de Ron Burgundy et Todd Packer dans la série The Office.

## Biographie
Koechner a commencé à étudier à Chicago au ImprovOlympic, troupe d'improvisation comique, sous les enseignements de Del Close, avant de rejoindre Second City, où il va rencontrer Steve Carell et Nancy Walls, avec qui il va devenir amis. 
Après avoir passé une année dans l'émission Saturday Night Live (où il retrouve Nancy Walls et se lie d'amitié avec Will Ferrell, qui va devenir l'un des membres les plus célèbres du show) et Late Night with Conan O'Brien qui le révèlent au grand public, il a commencé à enchaîner des petits rôles dans des films tels que Des hommes d'influence et Man on the Moon. Sur le tournage du documentaire humoristique Dill Scallion, Koechner commence une association avec Dave "Gruber" Allen, rencontré au Saturday Night Live, en formant The Trucker Naked & T-Bones Show. Ils obtiennent un succès dans les clubs hollywoodiens.
En 2004, il obtient un premier rôle important au cinéma, celui de Champ Kind dans  Présentateur vedette : La Légende de Ron Burgundy, où il partage la vedette avec Will Ferrell, Christina Applegate, Paul Rudd et Steve Carell. Il continue sa carrière au cinéma en apparaissant dans 40 ans, toujours puceau et Ricky Bobby : Roi du circuit, avec respectivement deux membres du Frat Pack : Steve Carell et Will Ferrell.
En 2006, le réalisateur Jason Reitman lui offre le rôle de Bobby Jay Bliss, lobbyiste des armes à feu dans la comédie satirique Thank You for Smoking. 
Il apparaît aussi dans la série The Office, avec Steve Carell, ou Koechner incarne Todd Packer. Mais sa carrière ne se résume pas à la comédie comme le montre son apparition dans le thriller Des serpents dans l'avion, bien que son personnage soit comique.
Mais il revient dans son genre de prédilection - la comédie - en créant The Naked Trucker & T-Bones Show à la télévision pour la chaîne Comedy Central et obtient son premier véritable rôle au cinéma en incarnant le Coach Lambeau Fields dans The Comebacks.
Il enchaîne plusieurs apparitions dans des films ou des séries comme Max la Menace, Pushing Daisies et prête sa voix à des personnages d'American Dad!, avant de figurer au casting de Hank.
Il joue le rôle de Dennis Lapman, un des survivants de l'accident prémonitoire du film Destination finale 5, dernier épisode de la célèbre saga de films d'horreur. Dans le même registre il jouera en 2012 le rôle de Chet, patron de parc aquatique dans le film Piranha 3DD.
En 2014, il interprète l'US député marshal Gregg Sutter dans le premier épisode de la cinquième saison de la série policière Justified. Il reprend le personnage l'année d'après dans le dernier épisode de la série.
En 2018, il joue dans la comédie romantique La Liste de nos rêves de Peter Hutchings avec Asa Butterfield, Maisie Williams et Nina Dobrev.
En 2023, il reprend huit ans plus tard son rôle de l'US député marshal Gregg Sutter dans le dernier épisode de la série Justified: City Primeval.

## Filmographie

### Cinéma
- 1995 : It's Now... or NEVER! de Chad Bracke et Jack Cargerman : Jay
- 1997 : Des hommes d'influence (Wag the Dog) de Barry Levinson : le réalisateur
- 1998 : Sale boulot de Bob Saget : Anton Phillips
- 1999 : Dill Scallion de Jordan Brady : Bubba Pearl
- 1999 : Austin Powers 2 : L'Espion qui m'a tirée (Austin Powers: The Spy Who Shagged Me) de Jay Roach : le copilote
- 1999 : Man on the Moon de Miloš Forman : un reporter du National Enquirer
- 2000 : Dropping Out de Mark Osborne : Henry
- 2000 : Dangereuse séduction (Whatever It Takes) de David Raynr : Virgil Doolittle
- 2001 : Snow, Sex and Sun (Out Cold) de Brendan et Emmett Malloy : Stumpy
- 2002 : Run Ronnie Run (en) de Troy Miller : Clay
- 2002 : Chewing-gum et Cornemuse (Life Without Dick) de Bix Skahill : oncle Hurley
- 2002 : Une soirée parfaite (The Third Wheel) de Jordan Brady : Carl
- 2002 : American Girl de Jordan Brady : Guy in TV Commercial
- 2002 : Une chambre pour quatre (Waking Up in Reno) de Jordan Brady : Bell Hop
- 2003 : Soul Mates de Dana Gould : Steve (court métrage)
- 2003 : Ivresse et conséquences (A Guy Thing) de Chris Koch : Buck
- 2003 : Mon boss, sa fille et moi (My Boss's Daughter) de David Zucker : Speed
- 2004 : Présentateur vedette : La Légende de Ron Burgundy (Anchorman: The Legend of Ron Burgundy) d'Adam McKay : Champ Kind
- 2004 : Wake Up, Ron Burgundy: The Lost Movie d'Adam McKay : Champ Kind (vidéo)
- 2005 : Service non compris (Waiting...) de Rob McKittrick : Dan
- 2005 : Shérif, fais-moi peur (The Duke of Hazzard) de Jay Chandrasekhar : Cooter Davenport
- 2005 : 40 ans, toujours puceau (The 40 Year-Old Virgin) de Judd Apatow : un père au centre du Planning familial
- 2005 : Thank You for Smoking de Jason Reitman : Bobby Jay Bliss
- 2005 : Here Comes Peter Cottontail: The Movie de Mark Gravas : Elroy / Wind (voix originale - vidéo)
- 2005 : Daltry Calhoun de Katrina Holden Bronson : Doyle
- 2005 : Une famille 2 en 1 (Yours, Mine and Ours) de Raja Gosnell : Darrell
- 2006 : Farce of the Penguins de Bob Saget : Melvin (voix originale - vidéo)
- 2006 : Larry the Cable Guy: Health Inspector de Trent Cooper : Donnie
- 2006 : Ricky Bobby : Roi du circuit (Talladega Nights : The Ballad of Ricky Bobby) d'Adam McKay : Hershell
- 2006 : La Ferme en folie (Barnyard) de Steve Oedekerk : Dag the Coyote (voix originale)
- 2006 : Des serpents dans l'avion (Snakes on a Plane) de David R. Ellis : Rick
- 2006 : Bienvenue en prison (Let's Go to Prison) de Bob Odenkirk : Shanahan
- 2006 : Enfants non accompagnés (Unaccompagnied Minors) de Paul Feig : Ernie
- 2007 : Alerte à Miami: Reno 911! (Reno 911!: Miami) de Robert Ben Garant : le shérif d'Aspen
- 2007 : Careless de Peter Spears : Lizard
- 2007 : Balles de feu (Balls of Fury) de Robert Ben Garant : Rick, l'oiseleur
- 2007 : The Comebacks de Tom Brady : Lambeau « Coach » Fields
- 2007 : Wild Girls Gone de John Ennis
- 2008 : Semi-pro de Kent Alterman : Commissionner
- 2008 : Drillbit Taylor, garde du corps (Drillbit Taylor) de Steven Brill : Frightened Dad
- 2008 : Max la Menace (Get Smart) de Peter Segal : Larabee
- 2008 : Sex Drive de Sean Anders : Hitchhiker
- 2009 : Tenure (en) de Mike Million : Jay Hadley
- 2009 : My One and Only, de Richard Loncraine : Bill Massey
- 2009 : Service toujours non compris (Still Waiting...) de Jeff Balis : Dan (vidéo)
- 2009 : The Perfect Game de William Dear : Charlie
- 2009 : The Goods: Live Hard, Sell Hard de Neal Brennan : Brent Gage
- 2009 : Extract de Mike Judge : Nathan
- 2010 : A Good Old Fashioned Orgy de Alex Gregory et Peter Huyck
- 2010 : Fully Loaded de Shira Piven (en) : Dave Koechner
- 2011 : Paul de Greg Mottola : Gus
- 2011 : Destination finale 5 (Final Destination 5) de Steven Quale : Dennis Lapman
- 2011 : Piranha 3DD de John Gulager : Chet
- 2013 : Ghost Bastards (Putain de fantôme) (A Haunted House) de Michael Tiddes : Dan
- 2013 : Légendes vivantes (Anchorman 2: The Legend Continues) d'Adam McKay : Champ Kind
- 2013 : Cheap thrills de EL Katz : Colin
- 2014 : Hits de David Cross : Rich
- 2014 : Jason Nash Is Married de Jason Nash : Scooter
- 2015 : Krampus de Michael Dougherty : Howard
- 2015 : Road Hard d'Adam Carolla et Kevin Hench : Chad
- 2015 : Manuel de survie à l'apocalypse zombie (Scouts Guide to the Zombie Apocalypse) de Christopher Landon : Rogers, le chef des Scouts
- 2016 : Priceless de Ben Smalbone : Dale
- 2017 : CHiPs de Dax Shepard : Pat
- 2018 : La Liste de nos rêves de Peter Hutchings : Bob Lewis
- 2021 : A Week Away de Roman White : David

### Télévision
- 1995-1996 : Saturday Night Live (série télévisée) : plusieurs personnages (20 épisodes)
- 1996 : The Jamie Foxx Show (série télévisée) :  Stephen Queen (1 épisode)
- 1996 et 2002 : Late Night with Conan O'Brien (série télévisée) : Gerald « T-Bone » Tibbons (2 épisodes)
- 1996 : Joyeuse pagaille (Something So Right) (série télévisée) : l'homme (1 épisode)
- 1997 : Dingue de toi (Mad About You) (série télévisée) : l'employé du magasin (1 épisode)
- 1998 : La croisière s'amuse, nouvelle vague (The Love Boat: The Next Wave) (série télévisée) : Charles (1 épisode)
- 1999 : Dharma et Greg (série télévisée) : Joe (1 épisode)
- 1999 : La Famille Green (Get Real) (série télévisée) : Roger (1 épisode)
- 2000 : Freaks and Geeks (série télévisée) : le serveur du Iron Horse (1 épisode)
- 2000 : The Norm Show (série télévisée) : Lance (1 épisode)
- 2001 : Late Friday (série télévisée) : Jerry Prastis (1 épisode)
- 2002 : Late World with Zach (série télévisée) : rôles variés
- 2002 : Greg the Bunny (série télévisée) : Paintball Instructor (1 épisode)
- 2002 : Larry et son nombril (Curb Your Enthusiasm) (série télévisée) : Joseph (1 épisode)
- 2002 : Wanda at Large (série télévisée) : Roger (1 épisode)
- 2002-2003 : Une famille presque parfaite (Still Standing) (série télévisée) : Carl (9 épisodes)
- 2003 : Real Time with Bill Maher (série télévisée) : Gerald « T-Bone » Tibbons (1 épisode)
- 2003 : Comedy Central Laughs for Life Telethon 2003 (TV) de F. Michael Blum, Jay Lehrfeld et Steve Purcell : Jerry Prastis / Gerald Tibbons / divers personnages
- 2004 : Why Blitt? des frères Farrelly (TV)
- 2005-2010 : The Office (série télévisée) : Todd Packer (7 épisodes)
- 2007:  Monk (série télévisée): Joey Krenshaw (1 épisode)
- 2008-2010 : American Dad! (série d'animation) : Dick (7 épisodes)
- 2008-2010 : Hannah Montana (Hannah Montana) (série télévisée) : oncle Earl (3 épisodes)
- 2009 : Glenn Martin DDS (série télévisée) : (1 épisode)
- 2010 : La Nouvelle Vie de Gary (série télévisée) : Soup (1 épisode)
- 2010 : Funny or Die Presents… (série télévisée) : Jerry Prastis et Jokey (2 épisodes)
- 2011 : Chuck (série télévisée) : Crazy Bob (saison 5, épisode 4)
- 2014 : Justified (série télévisée) : le député Greg Sutter (saison 5, épisode 1 et saison 6, épisode 13)
- 2014 : Maron (série télévisée) : David Koechner (saison 2, épisode 3)

- 2015 : Full Circle (série télévisée) : Phil Davis (4 épisodes)
- 2015-2018 : Another Period : le Comodore
- 2017 : Twin Peaks (série télévisée, saison 3) : Détective D. Fusco
- 2017 à 2018 :Superior Donuts (série télévisée) : Carl "Tush" Tushinski
- 2023 : Justified: City Primeval : US député marshal Gregg Sutter (série télévisée, épisode 8)

## Voix francophones
En version française, David Koechner est doublé à titre exceptionnel dans les années 1990 et 2000 par Stéphane Marais dans Des hommes d'influence , Patrick Floersheim dans Snow, Sex and Sun, Pascal Casanova dans Chewing-gum et Cornemuse, Boris Rehlinger dans Mon boss, sa fille et moi, Michel Vigné dans Une famille presque parfaite, Daniel Kenigsberg dans Présentateur vedette : La Légende de Ron Burgundy, Jean-Luc Atlan dans 40 ans, toujours puceau, Jérôme Rebbot dans Service non compris et sa suite, Jacques Bouanich dans Shérif, fais-moi peur, Martial Le Minoux dans Ricky Bobby : Roi du circuit, Sylvain Lemarié dans Des serpents dans l'avion, Julien Kramer dans La Ferme en folie,  Michel Prud'homme dans Thank You for Smoking, Paul Borne dans The Comebacks, Jean-Loup Horwitz dans Semi-pro, Jean-François Roubaud dans Max la Menace et Éric Aubrahn dans The Goods: Live Hard, Sell Hard.
Entre 2005 et 2017, Fabrice Lelyon le double dans The Office, Psych : Enquêteur malgré lui et Bones. Depuis le début des années 2010, l'acteur est notamment doublé par Gérard Darier, ce dernier étant sa voix dans Destination finale 5, Piranha 2 3D, Justified, Légendes vivantes, Twin Peaks et Angie Tribeca. Parallèlement, l'acteur est doublé par Gilles Morvan dans Paul, Mathieu Buscatto dans Ghost Bastards (Putain de fantôme) et à deux reprises par Jean-François Aupied dans Manuel de survie à l'apocalypse zombie et Justified: City Primeval.